# アダムズ郡 (ウィスコンシン州)
アダムズ郡（英: Adams County）は、アメリカ合衆国ウィスコンシン州の中央部に位置する郡である。2010年国勢調査での人口は20,8875人であり、2000年の18,643人から12.0％増加した。郡庁所在地はフレンドシップ村（人口725人）であり、同郡で人口最大の都市はアダムズ市（人口1,967人）である。郡名は史料によって異なり、第2代アメリカ合衆国大統領ジョン・アダムズまたはその息子で第6代のジョン・クインシー・アダムズのどちらかに因んで名付けられたとしている。

## 歴史
現在アダムズ郡となっている領域は、郡成立以前に他の幾つかの郡に入っていた。ウィスコンシンがまだ準州だった1840年、この地域はブラウン郡の南西部だった。1836年、ポーテージ郡が創設され、その領域には現在のポーテージ市を含むコロンビア郡の大半が入っていた。1846年、ポーテージ郡はコロンビア郡と改名された。コロンビア郡の北側境界からスペリオル湖までの領域がブラウン郡から外され、ポーテージ郡とされた。1848年、ポーテージ郡の南部がアダムズ郡と改名され、このときはジュノー郡北部を含んでいた。1858年、アダムズ郡北部とソーク郡の北部を合わせ、現在のジュノー郡とした。この時にアダムズ郡は現在の領域になった。
フレンドシップの町はニューヨーク州フレンドシップから来た開拓者によって設立された。現在のアダムズ郡でアダムズ市が最大の町だが、常にそうだったわけではない。1880年代、シカゴからセントポールまでの鉄道をフレンドシップ経由で建設する計画があった。このことが決定されると土地所有者達がその要求を吊り上げた。鉄道会社はフレンドシップの土地に投資する代わりに、町から2マイル (3 km) 南に線路を敷いた。1920年代にフレンドシップの郵便局長を務めた"アップルツリー"・バーンズの妻エマ・バーンズは1957年に「フレンドシップの町人は初期の住人であるJ・B・ヒルとJ・W・パーブスの2人を褒めるべきであると思う。...彼等の土地の価格を高くしたためにシカゴ・アンド・ノースウェスト鉄道はその通行権を買おうとしなかった。...この美しい村を通る列車の煙と騒音を誰が楽しんだだろう？」と記した。
労働者を収容するために有蓋車が積まれて家屋となり、アダムズの町が作られた。現在アダムズ市と呼ぶ所は鉄道会社がフレンドシップと呼んでいたが、同じ路線にフレンドシップという駅が2つあったために、乗客はしばしば混乱し、間違った切符を買ったので、改名が提案された。新しい名前の候補は大統領に因む「アダムズ」とノッティンガムがあったが、市民はアダムズを選んだ。この路線は有名な「400」線となった。今日、アダムズ市の人口はフレンドシップの人口の約3倍になっている。

## 地理
アメリカ合衆国国勢調査局に拠れば、郡域全面積は689平方マイル (1,780 km2)であり、このうち陸地648平方マイル (1,680 km2)、水域は41平方マイル (110 km2)で水域率は5.92％である。

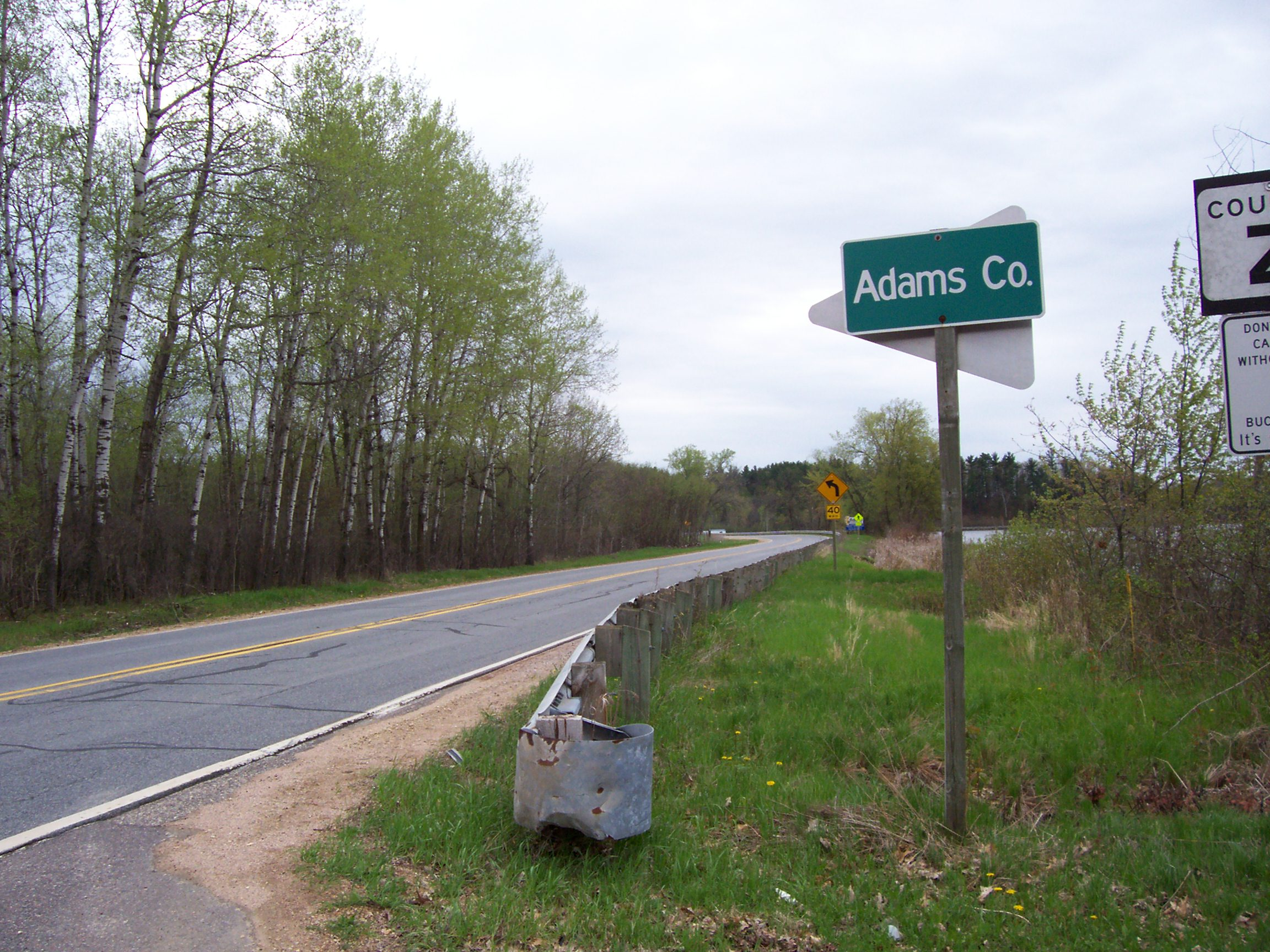
ウィスコンシン川沿いの郡境標識

### 主要高規格道路
- ウィスコンシン州道13号線
- ウィスコンシン州道21号線
- ウィスコンシン州道23号線
- ウィスコンシン州道82号線
- ウィスコンシン州道73号線

### 隣接する郡
- ウッド郡 - 北西
- ポーテージ郡 - 北東
- ワウシャラ郡 - 東
- マーケット郡 - 東
- コロンビア郡 - 南東
- ソーク郡 - 南西
- ジュノー郡 - 西

## 人口動態

2000人口ピラミッド

以下は2000年国勢調査による人口統計データである。
| 基礎データ - 人口: 18,643人 - 世帯数: 7,900 世帯 - 家族数: 5,466 家族 - 人口密度: 11人/km2（29人/mi2） - 住居数: 14,123軒 - 住居密度: 8軒/km2（22軒/mi2） 人種別人口構成 - 白人: 97.63% - アフリカン・アメリカン: 0.27% - ネイティブ・アメリカン: 0.59% - アジア人: 0.33% - 太平洋諸島系: 0.02% - その他の人種: 0.33% - 混血: 0.83% - ヒスパニック・ラテン系: 1.44% 先祖による構成 - ドイツ系：39.3％ - アメリカ人：14.8％ - ポーランド系：9.2％ - ノルウェー系：8.3％ - アイルランド系：8.0％ - イギリス系：6.0％ 言語による構成 - 英語：96.1％ - スペイン語：1.8％ - ドイツ語：1.1％ | 年齢別人口構成 - 18歳未満: 20.8% - 18-24歳: 5.6% - 25-44歳: 24.3% - 45-64歳: 28.4% - 65歳以上: 20.9% - 年齢の中央値: 44歳 - 性比（女性100人あたり男性の人口） - 総人口: 102.9 - 18歳以上: 101.3 世帯と家族（対世帯数） - 18歳未満の子供がいる: 23.6% - 結婚・同居している夫婦: 58.5% - 未婚・離婚・死別女性が世帯主: 6.7% - 非家族世帯: 30.8% - 単身世帯: 25.5% - 65歳以上の老人1人暮らし: 11.5% - 平均構成人数 - 世帯: 2.33人 - 家族: 2.76人 |

## 都市と町
| 都市と村                                                                | 町 | 町 | 未編入の町 | 未編入の町 | ゴーストタウン |
| ----------------------------------------------------------------------- | --- | --- | --- | --- | --- |
| - アダムズ - フレンドシップ - 郡庁所在地 - ウィスコンシンデルズ（部分） | - アダムズ町 - ビッグフラッツ - コルバーン - デルプレーリー - イーストン - ジャクソン - レオラ - リンカーン - モンロー | - ニューチェスター - ニューヘイブン - プレストン - クインシー - リッチフィールド - ローム - スプリングビル - ストロングスプレーリー | - アークデール - ビッグフラッツ - ビッグスプリング - ブルックサイド - ブルックス - コットンビル - デルウッド - イーストン - グランドマーシュ | - レイクアロウヘッド - レイクキャメロット - レイクシャーウッド - モンローセンター - ニューローム - プレーンビル - ストロングスプレーリー - ホワイトクリーク | - アダムズセンター - デルプレーリー - フォーダム - ニューチェスター - パイロットノブ - クインシー - ロシェアクリ - スプリングブラフ |